# Ocotepec, Puebla
Ocotepec là một đô thị thuộc bang Puebla, México. Năm 2005, dân số của đô thị này là 4519 người.